# Туркан, Ралука
Ралука Туркан (рум. Raluca Turcan, урождённая Татаркан, Tatarcan; род. 2 апреля 1976, Ботошани, Социалистическая Республика Румыния) — румынский государственный и политический деятель. Первый заместитель председателя Национальной либеральной партии, временно исполняющая обязанности председателя партии в 2016—2017 годах. Министр культуры Румынии с 15 июня 2023 года. В прошлом — министр труда и социальной защиты Румынии (2020—2021), вице-премьер (2019—2020). Член Палаты депутатов Румынии от жудеца Сибиу с 2004 года.

## Биография
Родилась 2 апреля 1976 года в Ботошани.
В 1999 году окончила факультет международных экономических отношений Экономической академии в Бухаресте. В 1999 году получила степень магистра коммуникаций и связей с общественностью на факультете политических наук Национальной школы политических наук и государственного управления в Бухаресте. В 1996—1999 годах училась также в Государственном институте русского языка им. А.С. Пушкина в Москве, где получила степень по деловому русскому языку. В апреле 2011 года прошла курсы повышения квалификации в области национальной безопасности и обороны в Национальном колледже обороны Национальном университете обороны имени Кароля I.
В 1999—2000 годах работала консультантом по связям с общественностью в компании Tofan Grup SA, канадско-румынском дистрибьюторе автомобильных шин. В 2000—2004 годах была парламентским экспертом в Сенате Румынии. В 2001—2006 годах была ассоциированным профессором Университета Трансильвании и Румынско-германского университета в Сибиу.
В 2000 году стала советником председателя Национальной либеральной партии, которым в 2002—2004 годах был Теодор Столожан. На парламентских выборах 28 ноября 2004 года избрана в жудеце Сибиу членом Палаты депутатов Румынии. После избрания вошла в руководство партии. Публично критиковала Кэлина Попеску-Тэричану, председателя партии в 2004—2009 годах и премьер-министра в 2004—2008 годах, за что в сентябре 2006 года исключена из партии. В декабре 2006 года от Национальной либеральной партии откололась Либерал-демократическая партия во главе с Теодором Столожаном, заместителем председателя которой в марте 2007 года стала Ралука Туркан. 15 декабря 2007 года Либерал-демократическая партия и Демократическая партия слились и была образована Демократическая либеральная партия, заместителем председателя которой стала Ралука Туркан до мая 2011 года и с июня 2012 года. 26 июля 2014 года Демократическая либеральная партия и Национальная либеральная партия слились и Ралука Туркан стала заместителем председателя. После поражения на парламентских выборах 2016 года, на которых партия получила менее 20% голосов, председатель партии Алина Горгиу ушла в отставку и временно исполняющей обязанности председателя стала Ралука Туркан до избрания председателем Людовика Орбана в июне 2016 года. Как один из лидеров оппозиции принимала участие в массовых протестах против правительства Сорина Гриндяну в начале 2017 года. С июня 2017 года — первый заместитель председателя партии.
С февраля 2005 по сентябрь 2006 года и в 2008—2012 годах — председатель Комитета по культуре, искусству, средствам массовой информации Палаты депутатов. С сентября по декабрь 2016 года — заместитель председателя Палаты депутатов. С 2016 года — лидер фракции Национально-либеральной партии. После того как председателя Палаты депутатов Румынии Ливиу Драгня в мае 2019 года приговорили к трём с половиной годам тюремного заключения, баллотировалась на этот пост, получила 100 голосов депутатов и проиграла Марчелу Чолаку, который набрал 172 голоса. Ещё 20 голосов получил Хунор Келемен, лидер Демократического союза венгров Румынии.
Получила должность вице-премьера в кабинете Людовика Орбана, состав которого парламент Румынии одобрил 4 ноября 2019 года. 23 декабря 2020 года получила портфель министра  труда и социальной защиты Румынии в следующем правительстве Флорина Кыцу, где являлась единственной женщиной. Правительство ушло в отставку 25 ноября 2021 года.
15 июня 2023 года назначена министром культуры Румынии в правительстве во главе с премьер-министром Марчелом Чолаку.
Владеет английским, французским и русским языками.

## Личная жизнь
Замужем с 2004 года. Муж — журналист Валериу Туркан, работавший пресс-секретарём президента Траяна Бэсеску. Сын Эрик родился в 2007 году.

## Награды
Почётный гражданин штата Небраска.